# A Billboard Hot 100 listavezetői 2014-ben

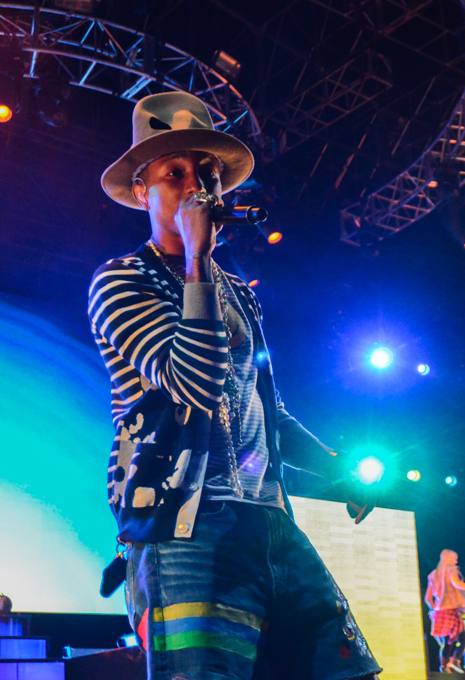
Pharrell Williams (képen) Happy című dala tíz hétig vezette a Hot 100-as listát, ezzel 2014 legjobban teljesítő kislemeze lett.

A Billboard Hot 100 lista rangsorolja az Amerikában legjobban teljesítő kislemezeket. A streaming adatok, a digitális és fizikális eladások, illetve a rádiós teljesítmény alapján készült listát a Billboard magazin teszi közzé hetente.

## Lista

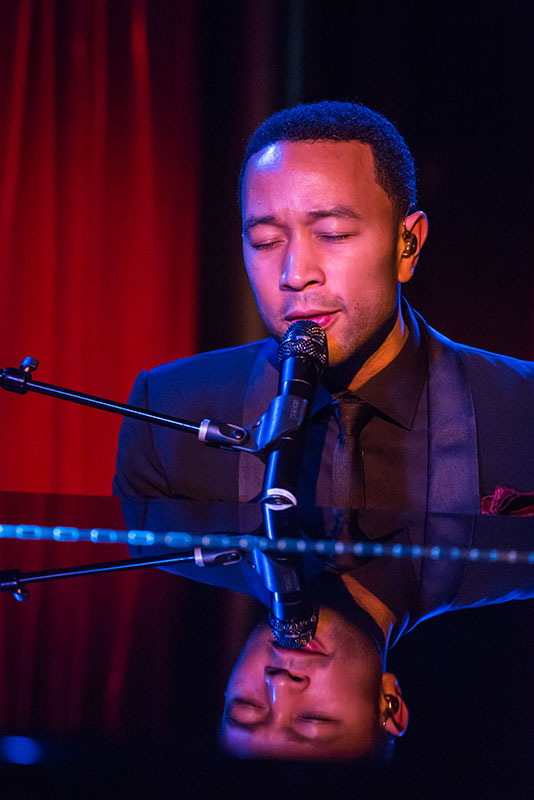
John Legend megszerezte első listavezető pozícióját All of Me című dalával. Csúcsra jutása előtt harminc hetet töltött a listán.

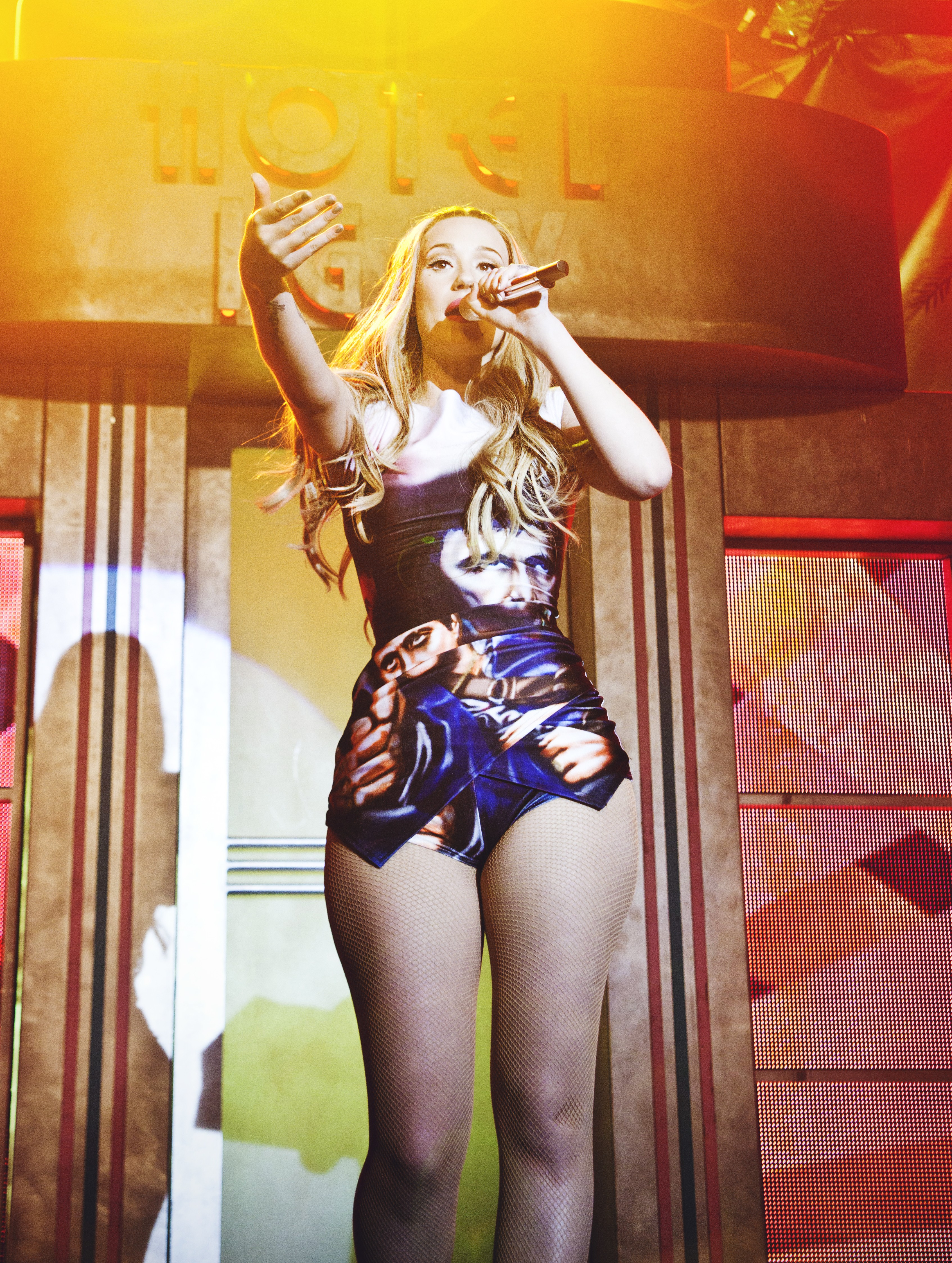
Hatodik hetével a csúcson,Iggy Azalea (képen) és Charli XCX közös dala, a Fancy a legtöbb ideig uralkodó kislemezzé vált női rapper előadótól.

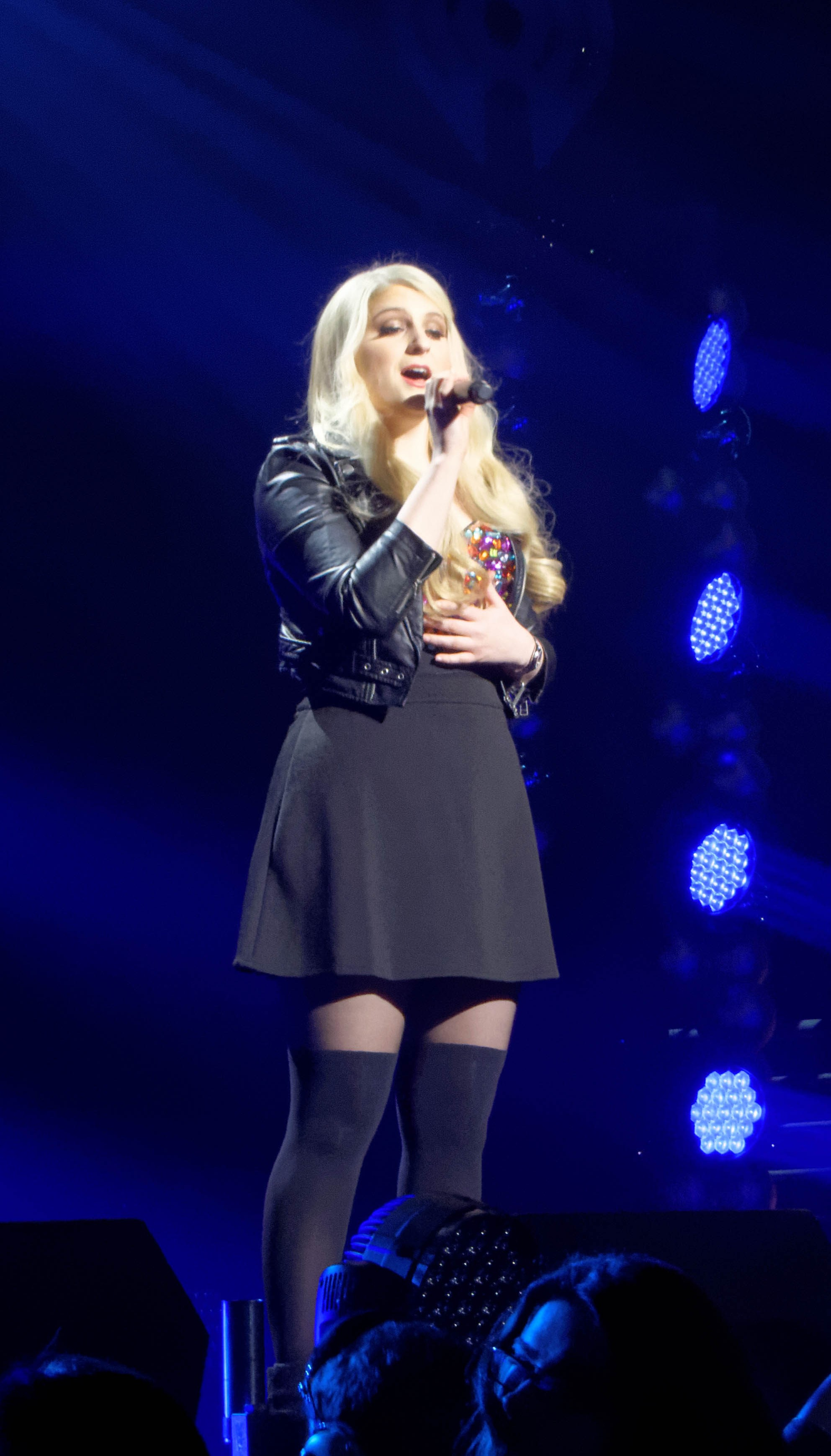
Meghan Trainor megszerezte első listavezető pozícióját debütáló, All About That Bass című kislemezével, amely nyolc hétig vezette a listát.

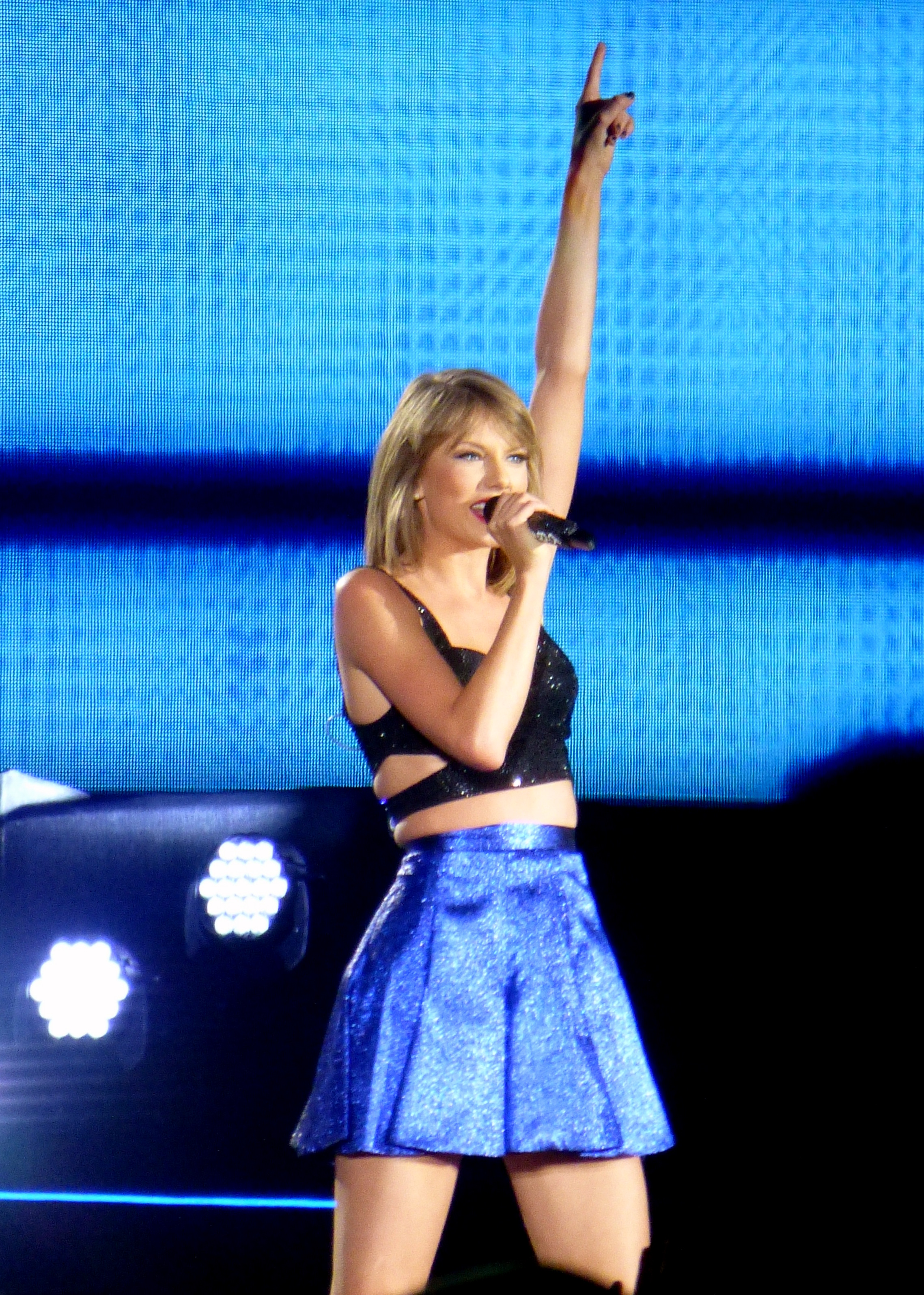
Taylor Swift az első női előadóvá vált, aki saját magát váltotta a Hot 100-as lista első helyén, miután a Shake It Off után a Blank Space is listavezető lett.

| Best performing single of 2014 | A legjobban teljesítő kislemezt jelzi 2014-ben |

| Kiadás dátuma  | Dal                 | Előadó(k)                                | Forr.  |
| -------------- | ------------------- | ---------------------------------------- | ------ |
| Január 4.      | The Monster         | Eminem, Rihanna közreműködésével         | [ 4 ]  |
| Január 11.     | The Monster         | Eminem, Rihanna közreműködésével         | [ 5 ]  |
| Január 18.     | Timber              | Pitbull, Kesha közreműködésével          | [ 6 ]  |
| Január 25.     | Timber              | Pitbull, Kesha közreműködésével          | [ 7 ]  |
| Február 1.     | Timber              | Pitbull, Kesha közreműködésével          | [ 8 ]  |
| Február 8.     | Dark Horse          | Katy Perry, Juicy J közreműködésével     | [ 9 ]  |
| Február 15.    | Dark Horse          | Katy Perry, Juicy J közreműködésével     | [ 10 ] |
| Február 22.    | Dark Horse          | Katy Perry, Juicy J közreműködésével     | [ 11 ] |
| Március 1.     | Dark Horse          | Katy Perry, Juicy J közreműködésével     | [ 12 ] |
| Március 8.     | Happy               | Pharrell Williams                        | [ 13 ] |
| Március 15.    | Happy               | Pharrell Williams                        | [ 14 ] |
| Március 22.    | Happy               | Pharrell Williams                        | [ 15 ] |
| Március 29.    | Happy               | Pharrell Williams                        | [ 16 ] |
| Április 5.     | Happy               | Pharrell Williams                        | [ 17 ] |
| Április 12.    | Happy               | Pharrell Williams                        | [ 18 ] |
| Április 19.    | Happy               | Pharrell Williams                        | [ 19 ] |
| Április 26.    | Happy               | Pharrell Williams                        | [ 20 ] |
| Május 3.       | Happy               | Pharrell Williams                        | [ 21 ] |
| Május 10.      | Happy               | Pharrell Williams                        | [ 22 ] |
| Május 17.      | All of Me           | John Legend                              | [ 23 ] |
| Május 24.      | All of Me           | John Legend                              | [ 24 ] |
| Május 31.      | All of Me           | John Legend                              | [ 25 ] |
| Június 7.      | Fancy               | Iggy Azalea, Charli XCX közreműködésével | [ 26 ] |
| Június 14.     | Fancy               | Iggy Azalea, Charli XCX közreműködésével | [ 27 ] |
| Június 21.     | Fancy               | Iggy Azalea, Charli XCX közreműködésével | [ 28 ] |
| Június 28.     | Fancy               | Iggy Azalea, Charli XCX közreműködésével | [ 29 ] |
| Július 5.      | Fancy               | Iggy Azalea, Charli XCX közreműködésével | [ 30 ] |
| Július 12.     | Fancy               | Iggy Azalea, Charli XCX közreműködésével | [ 2 ]  |
| Július 19.     | Fancy               | Iggy Azalea, Charli XCX közreműködésével | [ 31 ] |
| Július 26.     | Rude                | Magic!                                   | [ 32 ] |
| Augusztus 2.   | Rude                | Magic!                                   | [ 33 ] |
| Augusztus 9.   | Rude                | Magic!                                   | [ 34 ] |
| Augusztus 16.  | Rude                | Magic!                                   | [ 35 ] |
| Augusztus 23.  | Rude                | Magic!                                   | [ 36 ] |
| Augusztus 30.  | Rude                | Magic!                                   | [ 37 ] |
| Szeptember 6.  | Shake It Off        | Taylor Swift                             | [ 38 ] |
| Szeptember 13. | Shake It Off        | Taylor Swift                             | [ 39 ] |
| Szeptember 20. | All About That Bass | Meghan Trainor                           | [ 40 ] |
| Szeptember 27. | All About That Bass | Meghan Trainor                           | [ 41 ] |
| Október 4.     | All About That Bass | Meghan Trainor                           | [ 42 ] |
| Október 11.    | All About That Bass | Meghan Trainor                           | [ 43 ] |
| Október 18.    | All About That Bass | Meghan Trainor                           | [ 44 ] |
| Október 25.    | All About That Bass | Meghan Trainor                           | [ 45 ] |
| November 1.    | All About That Bass | Meghan Trainor                           | [ 46 ] |
| November 8.    | All About That Bass | Meghan Trainor                           | [ 47 ] |
| November 15.   | Shake It Off        | Taylor Swift                             | [ 48 ] |
| November 22.   | Shake It Off        | Taylor Swift                             | [ 49 ] |
| November 29.   | Blank Space         | Taylor Swift                             | [ 50 ] |
| December 6.    | Blank Space         | Taylor Swift                             | [ 51 ] |
| December 13.   | Blank Space         | Taylor Swift                             | [ 52 ] |
| December 20.   | Blank Space         | Taylor Swift                             | [ 53 ] |
| December 27.   | Blank Space         | Taylor Swift                             | [ 54 ] |